# Klokkeblomst og vingernes hemmelighed
Klokkeblomst og vingernes hemmelighed er en amerikansk animationsfilm fra 2012. Filmen er produceret af DisneyToon Studios.

## Medvirkende
- Özlem Saglanmak som Klokkeblomst (dansk stemme)
- Amalie Dollerup som Vinterlilje (dansk stemme)
- Henrik Prip som Mester Milori (dansk stemme)
- Solbjørg Højfeldt som Dronning Clarissa (dansk stemme)
- Anders Bircow som Thoralf (dansk stemme)
- Louise Mieritz som Silvia (dansk stemme)
- Maria Lucia Heiberg Rosenberg som Iridessa (dansk stemme)
- Cecilie Stenspil som Rosetta (dansk stemme)
- Maria Rich som Vidia (dansk stemme)
- Julie Ølgaard som Faunia (dansk stemme)
- Trine Appel som Rima (dansk stemme)
- Anne Reumert som Isa (dansk stemme)
- Tim Schou som Storm (dansk stemme)
- Gordon Kennedy som Bobble (dansk stemme)
- Jon Lange som Klang (dansk stemme)
- Helle Dolleris som Feen Maria (dansk stemme)
- Trine Pallesen som Lægefe (dansk stemme)
- Bryan Rice som Nørdet fe (dansk stemme)